# 127 (số)
127 (một trăm hai mươi bảy) là một số tự nhiên ngay sau 126 và ngay trước 128.